# Александрія (Кентуккі)
Александрія (англ. Alexandria) — місто (англ. city) в США, в окрузі Кемпбелл штату Кентуккі. Населення — 10 341 особа (2020).

## Географія
Александрія розташована за координатами 38°57′53″ пн. ш. 84°23′0″ зх. д. / 38.96472° пн. ш. 84.38333° зх. д. (38.964764, -84.383341).  За даними Бюро перепису населення США в 2010 році місто мало площу 18,02 км², з яких 17,93 км² — суходіл та 0,08 км² — водойми.

## Демографія
Згідно з переписом 2010 року, у місті мешкало 8477 осіб у 3035 домогосподарствах у складі 2307 родин. Густота населення становила 471 особа/км².  Було 3223 помешкання (179/км²).
Расовий склад населення:
| - 97,3 % — білих - 0,7 % — азіатів - 0,6 % — чорних або афроамериканців - 0,1 % — корінних американців |

До двох чи більше рас належало 1,1 %. Частка іспаномовних становила 1,0 % від усіх жителів.
За віковим діапазоном населення розподілялося таким чином: 27,2 % — особи молодші 18 років, 63,1 % — особи у віці 18—64 років, 9,7 % — особи у віці 65 років та старші. Медіана віку мешканця становила 36,1 року. На 100 осіб жіночої статі у місті припадало 94,7 чоловіків;  на 100 жінок у віці від 18 років та старших — 91,8 чоловіків також старших 18 років.
Середній дохід на одне домашнє господарство  становив 84 652 долари США (медіана — 68 200), а середній дохід на одну сім'ю — 101 636 доларів (медіана — 92 175). Медіана доходів становила 58 019 доларів для чоловіків та 45 395 доларів для жінок. За межею бідності перебувало 6,4 % осіб, у тому числі 3,1 % дітей у віці до 18 років та 18,6 % осіб у віці 65 років та старших.
Цивільне працевлаштоване населення становило 4644 особи. Основні галузі зайнятості: освіта, охорона здоров'я та соціальна допомога — 22,2 %, виробництво — 13,5 %, роздрібна торгівля — 12,6 %.